# IC 1496
IC 1496 је лентикуларна галаксија у сазвјежђу Рибе која се налази на листи објеката дубоког неба у Индекс каталогу.
Деклинација објекта је - 2° 56' 2" а ректасцензија 23h 30m 53,4s. Привидна величина (магнитуда) објекта IC 1496 износи 13,4 а фотографска магнитуда 14,3. IC 1496 је још познат и под ознакама MCG -1-59-29, NPM1G -03.0692, PGC 71634.